# بروس س. بيرنت
بروس س. بيرنت (بالإنجليزية: Bruce C. Berndt)‏ هو رياضياتي أمريكي، ولد في 13 مارس 1939 في سانت جوزيف في الولايات المتحدة.